# Wzgórze Partyzantów (Wrocław)
Uzasadnienie: "Wzgórze Partyzantów" oficjalnie zmienia nazwę na "Bastion Sakwowy", nie ma już potrzeby rozróżniać
Wzgórze Partyzantów – obowiązująca w latach 1948-2024 nazwa pozostałości po dawnym Bastionie Sakwowym (niem. Taschenbastion) w systemie miejskich fortyfikacji miasta Wrocławia, na którego miejscu, po zburzeniu murów na rozkaz francuskich okupantów z 1807 roku, powstało najpierw rekreacyjne Wzgórze Sakwowe, które po wybudowaniu na nim w 1867 belwederu oraz wieży przemianowano na  Liebichs Höhe (wzgórze Liebicha). Na południowo-zachodnim zboczu Wzgórza ustawiono w roku 1932 Pomnik Kolonialny – według projektu Waltera Hierse i Maximiliana Schmergalskiego – poświęcony żołnierzom poległym w niemieckich koloniach: Afryce Wschodniej, Afryce Południowo-Zachodniej, Togo, Chinach i wyspach Oceanii. W 1945 pomnik został zburzony, a Wzgórze Liebicha przemianowano najpierw na „Wzgórze Miłości”, a w 1948 na „Wzgórze Partyzantów”; wysokość 132 m n.p.m., 10. wzniesienie pod względem wysokości we Wrocławiu.

## Historia
Na szczyt Wzgórza można dotrzeć zarówno ścieżkami od strony północnej lub zachodniej (można też do zabudowań na szczycie dojechać samochodem od ul. Nowej), jak i reprezentacyjnymi schodami od strony południowej, od ul. Piotra Skargi. Schody te stały się w 1967 miejscem katastrofy budowlanej i szeroko publicznie komentowanej tragedii. Remont schodów i galerii po tym wypadku przeprowadzono dopiero kilka lat później, w latach 1973–1974.
Obiekty wchodzące w skład kompleksu Wzgórza Partyzantów przez kilkadziesiąt lat po zakończeniu wojny pozostawały niezagospodarowane lub zagospodarowane w bardzo ograniczonym stopniu. M.in. w budynku stojącym na szczycie wzgórza, zwieńczonym pozostałością po dawnej wieży widokowej, zlokalizowane było obserwatorium astronomiczne i siedziba Towarzystwa Miłośników Astronomii, a w dawnych kazamatach (od strony ul. Nowej) przez krótki czas znajdował się oddział Muzeum Historycznego.
1 czerwca 1990 r. miasto podpisało z firmą Retropol 40-letnią umowę na dzierżawę i użytkowanie Wzgórza Partyzantów (do 1 czerwca 2030 r.). Początkowo dzierżawca zapowiedział stworzenie w tym miejscu pałacu ślubów z restauracją. 
Po roku 1990, po kolejnym remoncie obiektów związanych ze Wzgórzem, przywrócona została ich dawna rola: od tego czasu znajdują w nich kluby i restauracje, których profil i właściciele co pewien czas zmieniają się. W budynku na szczycie, po Towarzystwie Miłośników Astronomii, znajdował się przez kilka lat klub dla biznesmenów. W obiekcie z wejściem od ul. Piotra Skargi znajdowało się przez kilka lat kasyno, później przekształcone w klub nocny „Reduta”, potem w restaurację. W kazamatach miejsce znalazł klub muzyczny (dyskoteka). Wzgórze służy też okazjonalnie jako plenerowa scena różnego rodzaju koncertów i przedstawień operowych.
Ze względu na brak należytej konserwacji Wzgórze Partyzantów zaczęło niszczeć. O jego rewitalizację zaczęli wówczas walczyć społecznicy, którzy zwrócili się do wojewódzkiego konserwatora zabytków o wpisanie budynków na Wzgórzu Partyzantów na listę zabytków, lecz wniosek nie został uwzględniony. 19 lipca 2014 r. miasto złożyło w sądzie okręgowym we Wrocławiu pozew przeciwko dzierżawcy pod zarzutem nieużytkowania terenu zgodnie z umową. Wyrokiem z 5 stycznia 2017 r. sąd nakazał rozwiązanie umowy użytkowania wieczystego i wydanie miastu nieruchomości. W 2024 roku radni miejscy podjęli decyzję o zmianie nazwy wzgórza, przywracając historyczne miano Bastion Sakwowy.

## Galeria

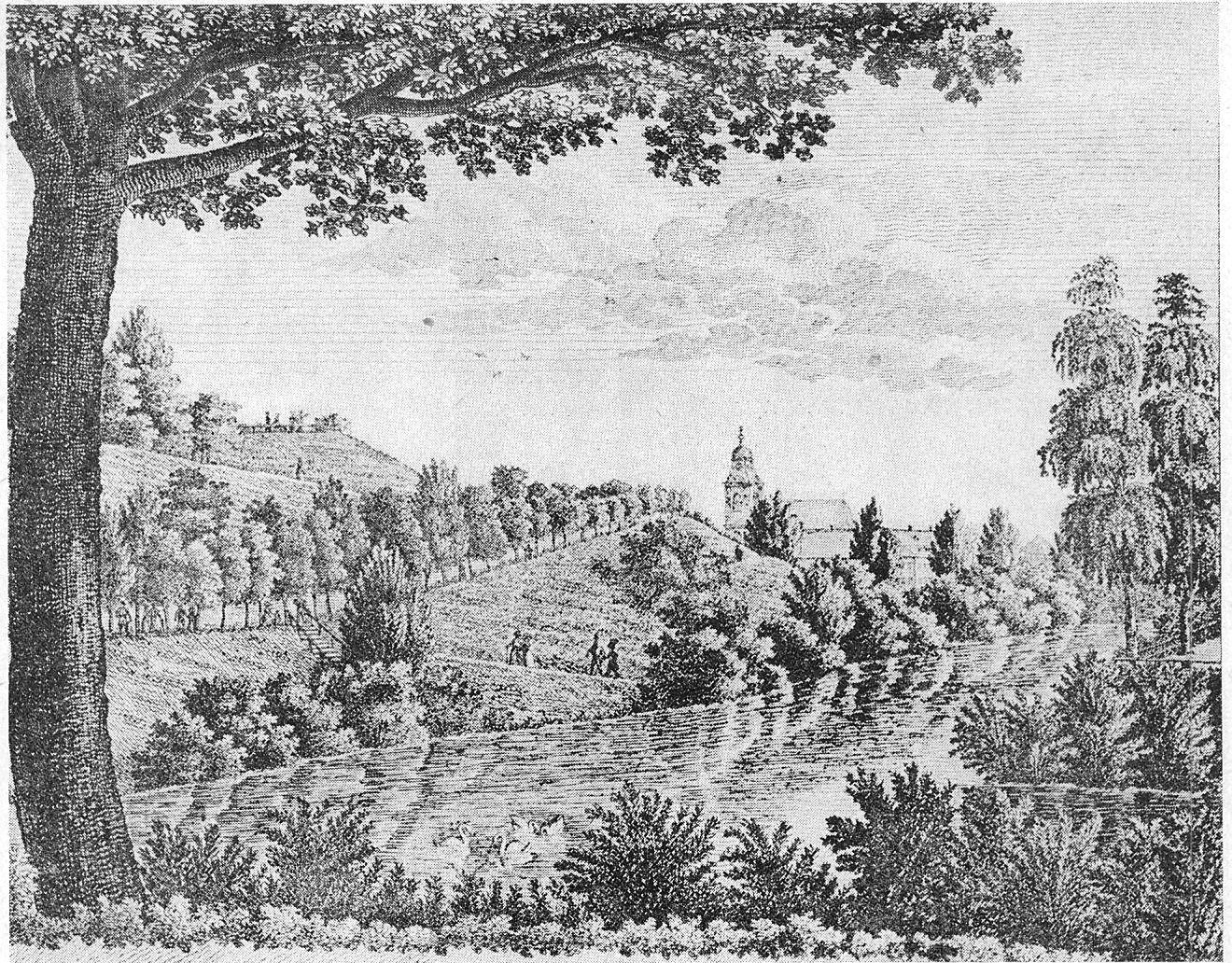
Wzgórze Sakwowe przed wybudowaniem belwederu (XIX wiek)
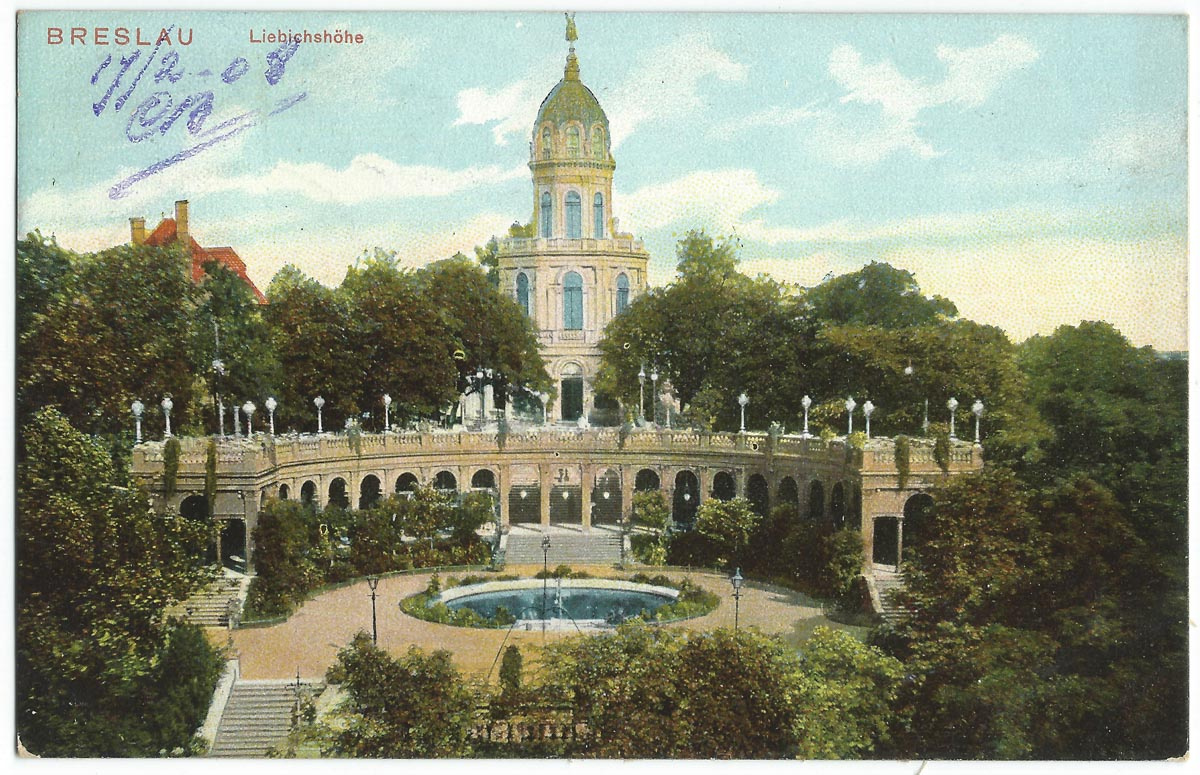
Wzgórze Liebicha na początku XX wieku
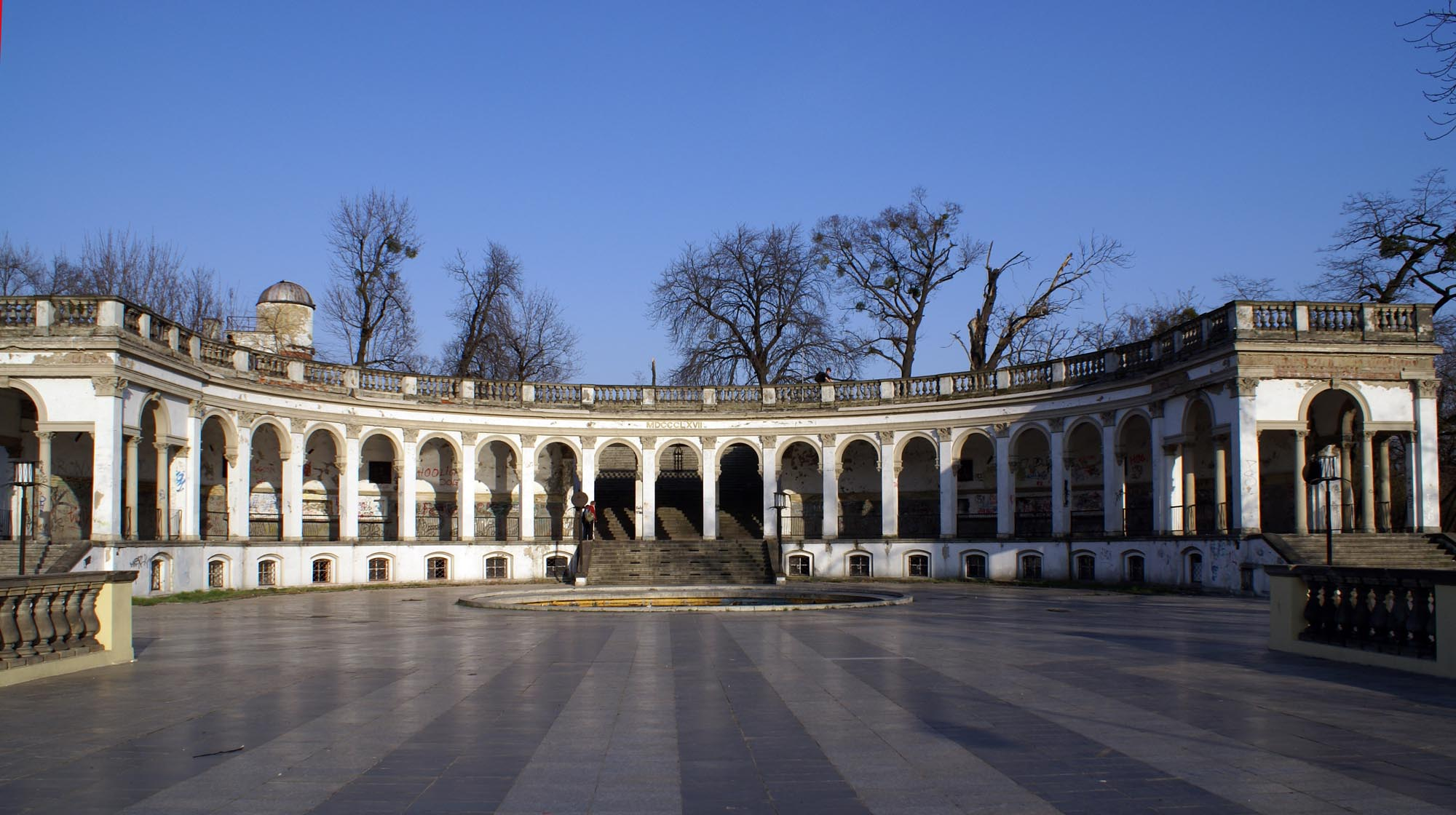
Kolumnada, z lewej wieża obserwatorium (2007)
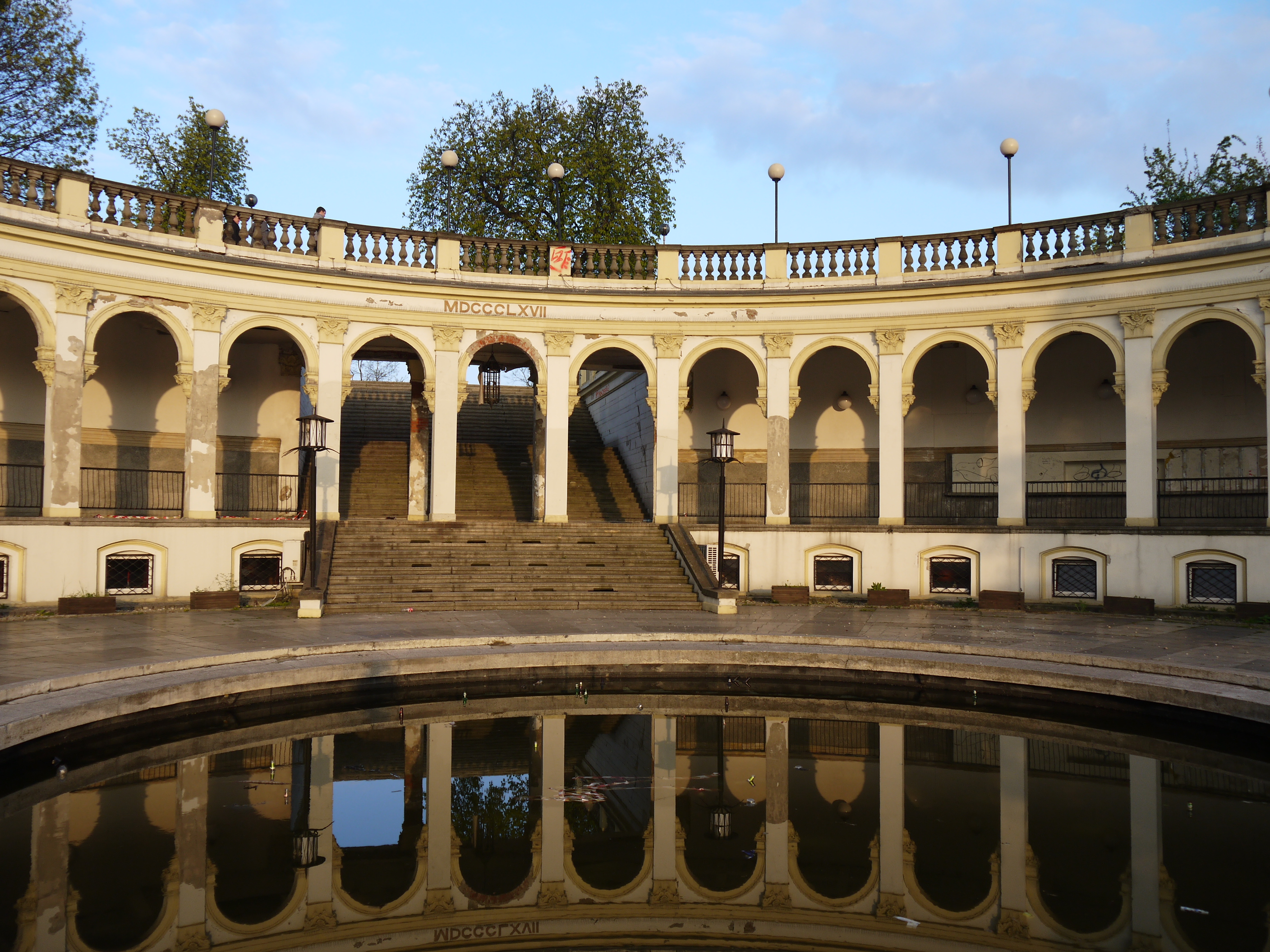
Kolumnada (2014)
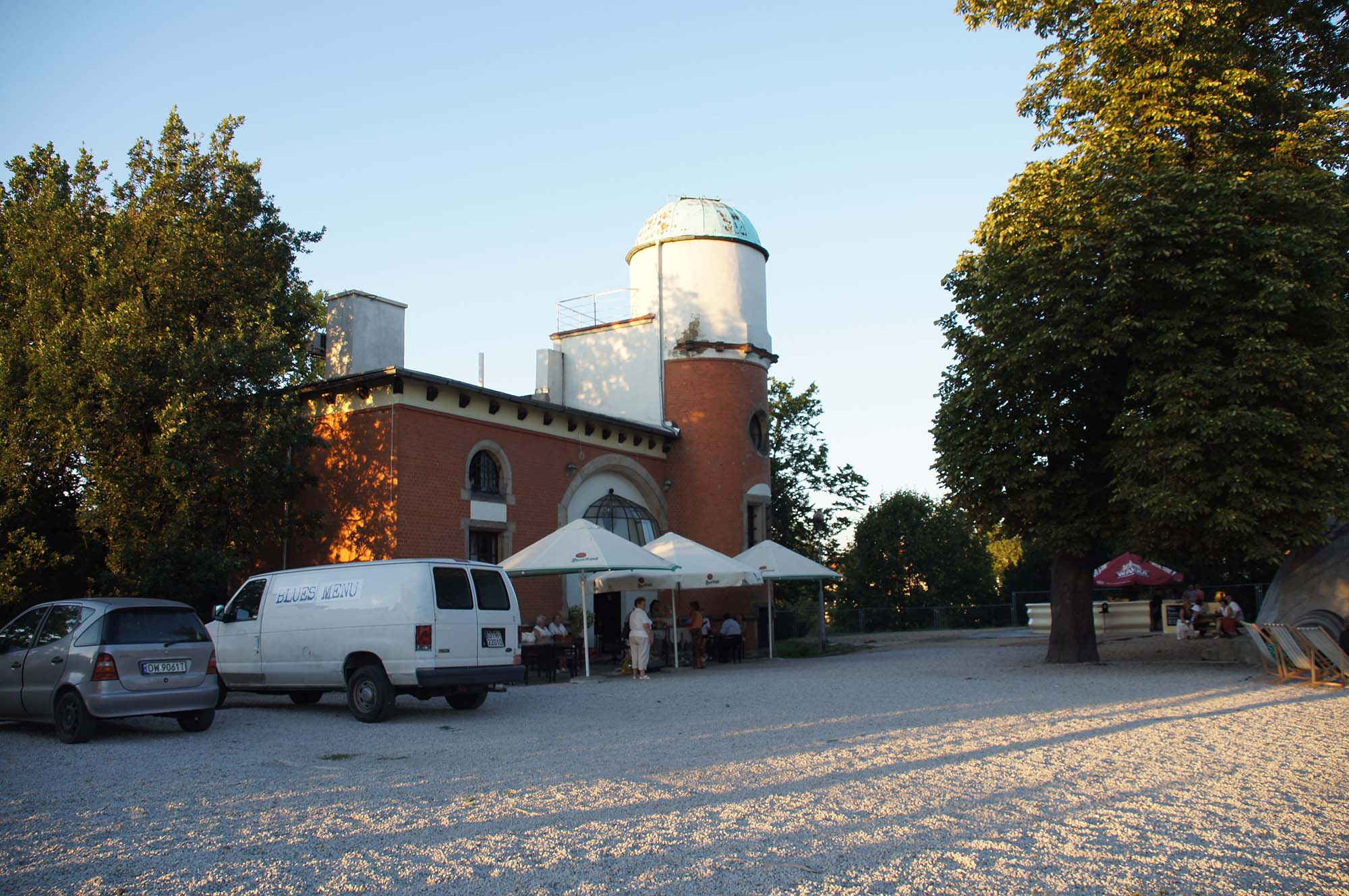
Budynek obserwatorium (2012)